# Deprea
Deprea es un género de plantas en la familia de las Solanáceas con diez especies que se distribuyen por regiones neotropicales.

## Especies seleccionadas
- Deprea bitteriana
- Deprea nubicola
- Deprea ecuatoriana
- Deprea cardenasiana
- Deprea cyanocarpa
- Deprea longicalyx
- Deprea zamorae
- Deprea oxapampensis
- Deprea orinocensis
- Deprea cuyacensis
- Deprea paneroi